# Erfurter Weihnachtsmarkt

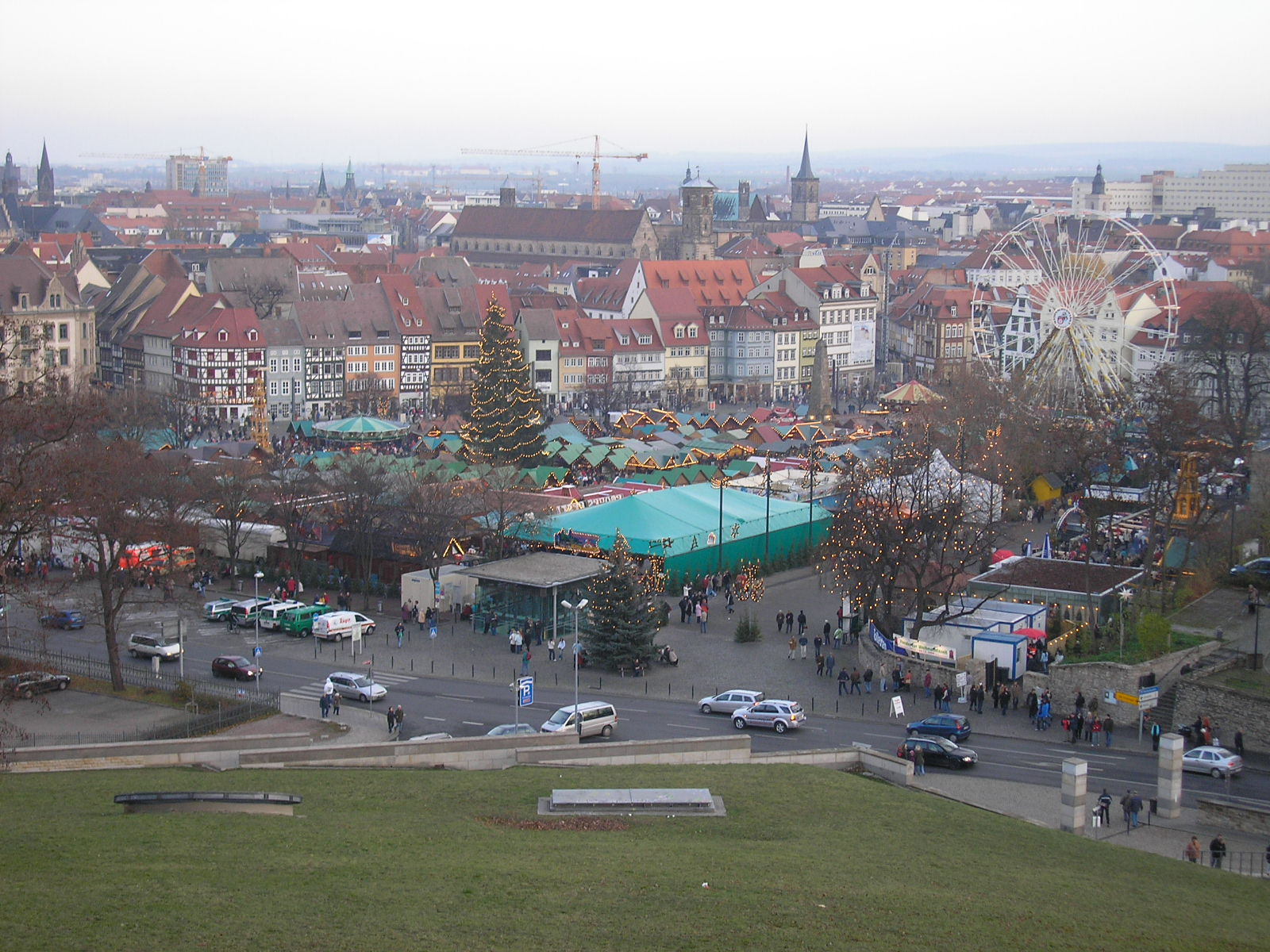
Blick über den Erfurter Weihnachtsmarkt

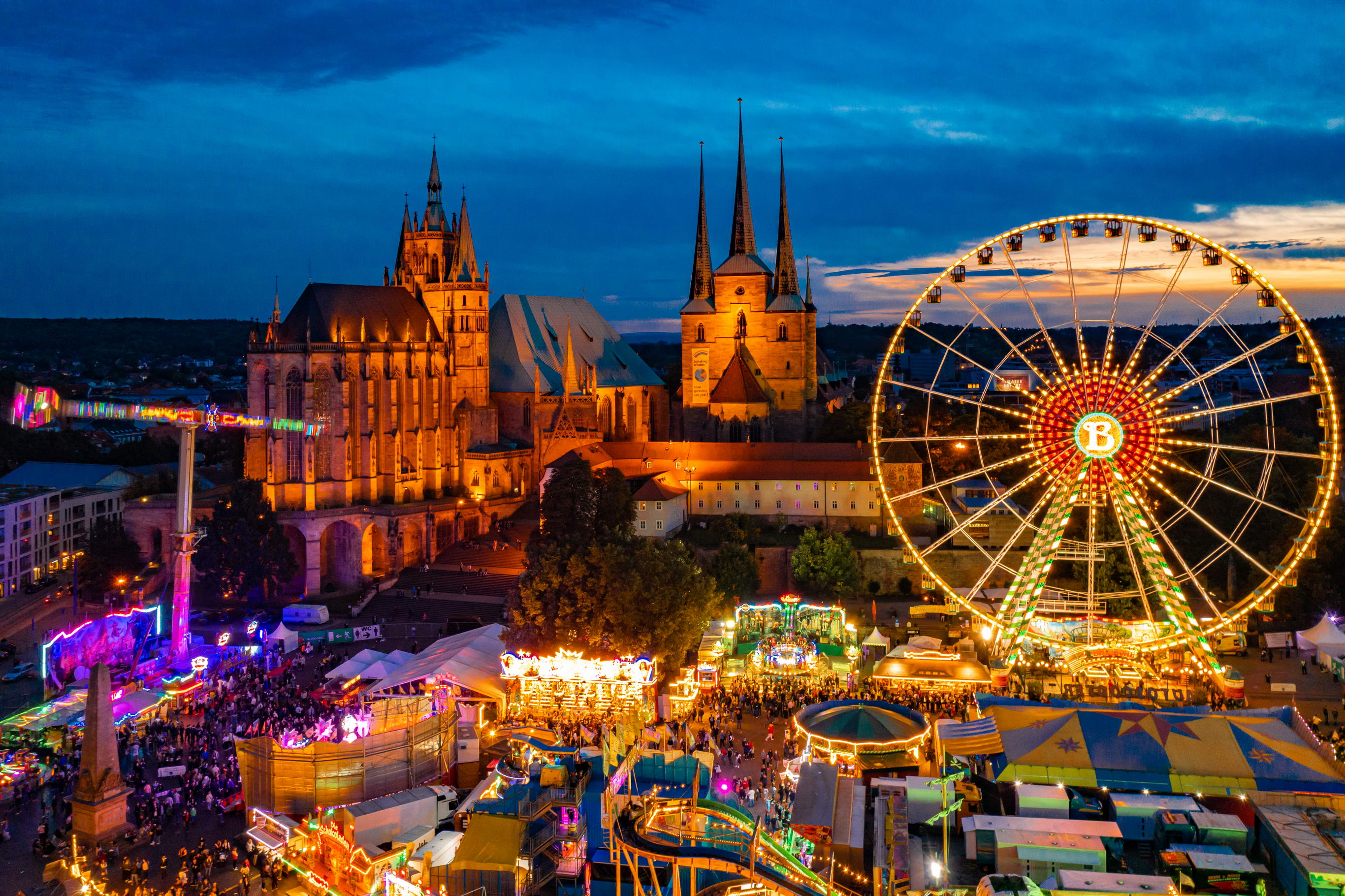
Weihnachtsmarkt am Abend

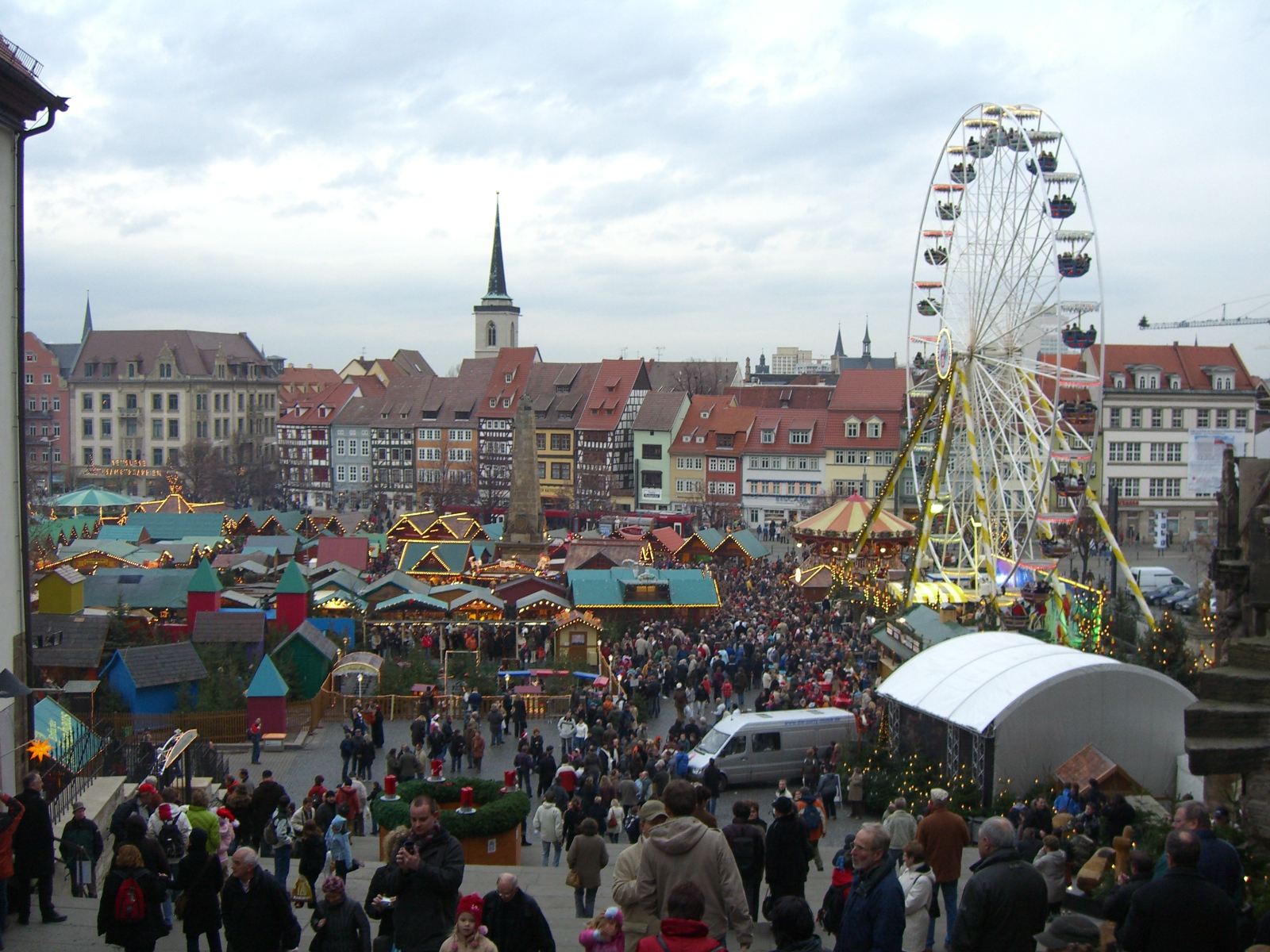
… mit Blick vom Dom

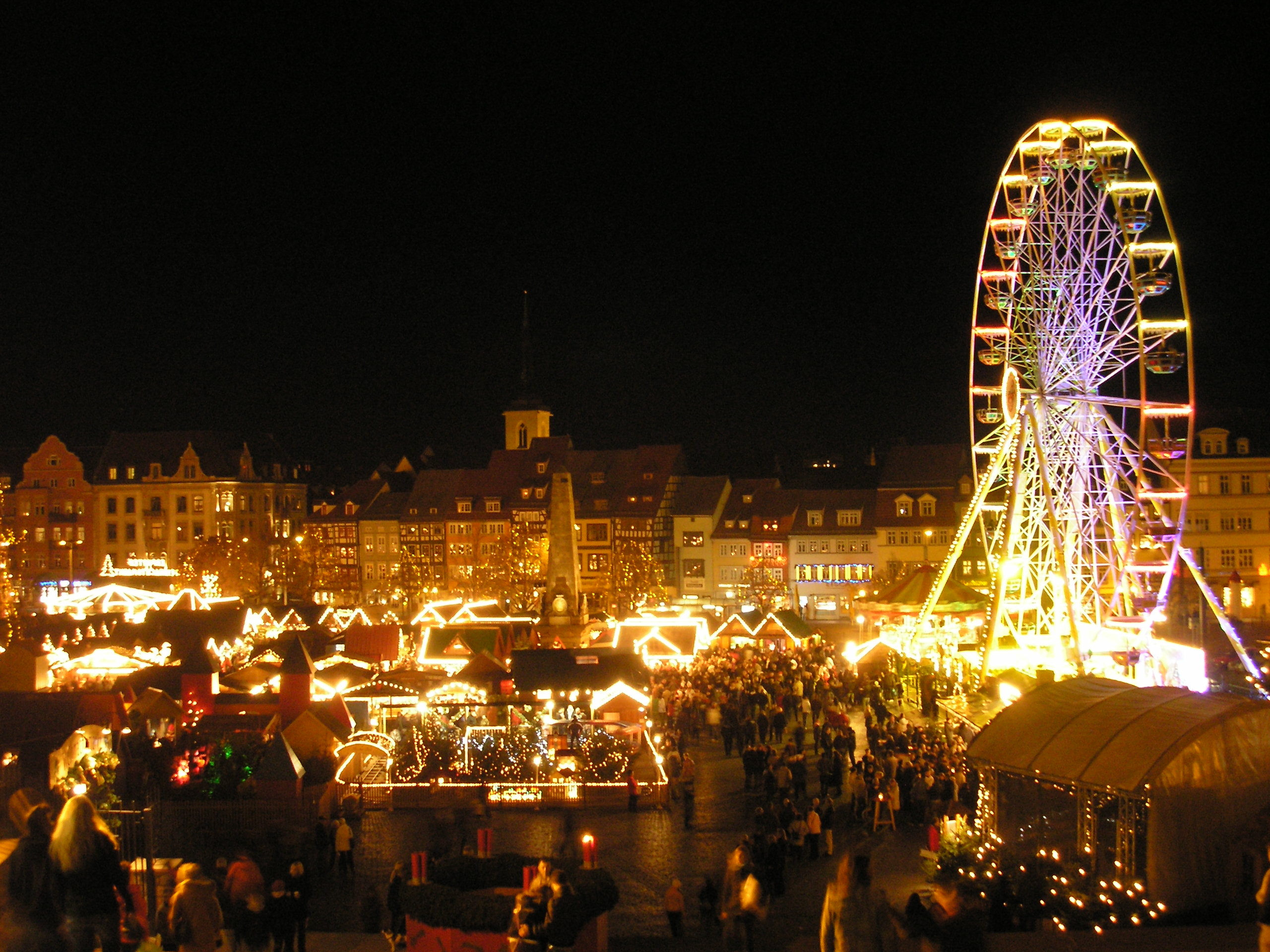
… vom Dom bei Nacht

Der Erfurter Weihnachtsmarkt findet jährlich zur Adventszeit in der thüringischen Landeshauptstadt Erfurt statt und gilt als einer der größten Weihnachtsmärkte in Deutschland. Im Jahr 2010 fand der Weihnachtsmarkt zum 160. Mal statt. Der Erfurter Weihnachtsmarkt wird jedes Jahr von ca. 2 Millionen Menschen besucht.
Schauplatz des Weihnachtsmarktes ist der Domplatz mit dem beleuchteten Ensemble von Erfurter Dom und Severikirche im Hintergrund. Ableger des Weihnachtsmarktes finden sich auch in der restlichen Innenstadt von Erfurt und erstrecken sich über den Fischmarkt, die Schlösserbrücke, den Anger bis hin zum Willy-Brandt-Platz. Insgesamt werden in über 200 Holzhäusern kulinarische Spezialitäten, Kunsthandwerk und Weihnachtsaccessoires angeboten. Besonders beliebt sind Thüringer Spezialitäten, wie die Thüringer Bratwurst und das Erfurter Schittchen. Das Erfurter Schittchen wurde 1329 erstmals erwähnt und zählt damit zu den ältesten Christstollen in Deutschland.
In der Mitte des Weihnachtsmarktes ragt eine 25 Meter hohe Tanne empor. Seit 2005 befindet sich am Eingang des Weihnachtsmarktes eine acht Meter hohe Weihnachtspyramide, welche auf fünf Etagen Personen der Erfurter Geschichte sowie weihnachtliche Szenen darstellt. Eine weitere Attraktion ist die Weihnachtskrippe mit 14 nahezu lebensgroßen, handgeschnitzten Figuren sowie der Märchenwald. Der 170. Erfurter Weihnachtsmarkt wurde für das Jahr 2020 abgesagt.
Auf der Predigerwiese findet der „Heimlich Advent“-Weihnachtsmarkt statt, 2024 am 1. Advent auch mit dem ersten Pride-Weihnachtsmarkt.